# Регуляторные факторы интерферона
 Регуляторные факторы интерферонов  — белки, которые регулируют транскрипцию интерферонов. (см регуляцию экспрессии генов)
Они используются в JAK-STAT сигнальном пути.
Регуляторные факторы интерферона содержат консервативную N-концевую область около 120 аминокислот, содержащиеся в структуре, которая специфически связывается с последовательностью интерферонного консенсуса (ICS), нкаходящегосяся перед генами интерферона. Остальные части последовательности регуляторного фактора интерферона изменяются в зависимости от точной функции белка.

## Гены
- IRF1
- IRF2
- IRF3
- IRF4
- IRF5
- IRF6
- IRF7
- IRF8
- IRF9